# Саїф Рашид
Саїф Рашид (араб. سيف راشد, нар. 13 вересня 1992) — еміратський футболіст, нападник клубу «Шарджа» і національної збірної ОАЕ.

## Клубна кар'єра
Народився 13 вересня 1992 року. Вихованець футбольної школи клубу «Шарджа». Дорослу футбольну кар'єру розпочав 2011 року в основній команді того ж клубу, кольори якої захищає й донині.

## Виступи за збірну
2018 року дебютував в офіційних матчах у складі національної збірної ОАЕ.
У складі збірної був учасником домашнього для еміратців кубка Азії 2019 року.
| Дата       | Місто    | Господарі | Результат | Гості   | Турнір                     | Голи | Примітки |
| ---------- | -------- | --------- | --------- | ------- | -------------------------- | ---- | -------- |
| 05-01-2019 | Абу-Дабі | ОАЕ       | 1 – 1     | Бахрейн | Кубок Азії 2019 - 1-й етап | -    | 54'      |
| Усього     |          | Матчів    | 1         |         | Голів                      | 0    |          |

## Титули і досягнення
- Чемпіон Саудівської Аравії (1):

«Шарджа»: 2018-19
- Володар Суперкубка ОАЕ (1):

«Шарджа»: 2019